# 伊迪斯科文大學
伊迪斯科文大學（英語：Edith Cowan University），簡稱ECU，1902年始創於西澳首府伯斯，校名以澳洲聯邦議會中第一位女議員 - 伊迪斯·科文而命之；1991年奉准升格為綜合大學。2004年，ECU排名澳洲第28，現為西澳規模第二大的「教學型大學」；2009年，ECU商法學院所轄伯斯商學研究所，在西班牙世界大學網路排名的商學院排名全國第9；現為東南亞高等學務研究聯盟的成員大學。

## 歷史
最先設址在珀斯南區的克萊蒙，為西澳大利亞第一所高等教育學園；1982年市內所有的高等教育學院合併為西澳高等教育學院（Western Australian College of Advanced Education）。1991年1月1日，升格為伊迪斯科文大學。今校總區位於君達樂市，與西澳警察學院、西岸專科學校（TAFE）的校園連成一座大學城而聞名。

## 校務發展
ECU學生人數今排名西澳第3大，學生總數約23,740名，研究生人數有5,305；包含4,700名來自逾90個國家的國際學生，培育了約30%的西澳大學生。
ECU年年與海外各國大學合辦各種學生及職員交換計劃、共同研究活動、校際及個人的學術交流；2006年，與IBM協議合作資訊管理教育學程、使用IBM電腦設備，迄今為西澳校區最多的大學，同時乃唯一在西澳頒授學子飛行（Aviation）學位，以備畢業生進入航空界的高等學府。
由於提供飛行教育，故亦專精於觀光及餐飲（Tourism & Hospitality）服務行銷學。而教育學由於ECU的歷史發展，素為ECU最重要的學系之一。目前ECU的校園有4座；3處位在伯斯都會區，1處位於伯斯西南180公里的班伯利市：
- 君达乐校總區（Joondalup Campus）有商法科系、服務科系（觀光及餐飲）、護理科系（醫療、護理及助產）、教育科系、飛行學、都市計劃學等。校內的圖書館、衛生大樓、運動中心、學生活動中心、學習資源中心[7]、夏日露天電影院、學生住宅區等新穎設施，水準堪稱區域首善[8]；位於伯斯以北25公里處，素與市內的企業及政府單位有密切的合作關係。
- 曼羅利校區（Mt. Lawley Campus）的包括商學、管理學、藝術類；距離伯斯的中央商業區（CBD）僅10分鐘車程。校內運動、電腦、表演藝術等教育資源完善，並有學生住校服務，著名的西澳表演藝術學院與伯斯商學研究所[9]均在其中。
- 教堂地校區（Churchlands Campus）位於中央商業區的5公里處，為ECU最初的校總區；2003年ECU的行政部門及商法學院首先遷往設於君達樂市的新校園，2008年中旬完成所有的遷校事宜，現址為新宿舍[10]。
- 班伯利校區（Bunbury Campus）有公共衛生管理學，與當地的醫療服務業有密切合作關係；位於伯斯以南、2小時車程的西澳第二大城；現為西澳地區，校園佔地第二廣大的大學分校。
- 克萊蒙校址已由西澳大學取得使用。

## 未來發展定位
ECU在2006年12月擬定，將以『Engaging Minds; Engaging Communities. Towards 2020』為校務發展主軸來因應四大發展趨勢：
- 經濟社會趨勢

1. 產業發展強勁
2. 國內人口老化
3. 職能短缺

- 聯邦教育政策
- 學子未來需求

1. 國內學生
2. 國際學生

- 聯邦議會的影響力
- ECU對重大趨勢將如何因應

## 學務重點
ECU有四大學院（Faculty），分別是：
- 商法學院 （页面存档备份，存于）（Faculty of Business and Law；包含Perth Graduate School of Business；簡稱PGSB）
- 電腦、健康及理學院 （页面存档备份，存于）（Faculty of Computing, Health and Science）
- 教育及文學院（Faculty of Education and Arts）
- 區域專業研究學院 （页面存档备份，存于）（Faculty of Regional Professionals Studies）

## 學術活動
依據2010年統計，ECU有31,000多名的本科生和研究生。每年有來自100多個國家6,000多名的國際學生在ECU學習。

## 外部連結
- ECU大學官方網站 （页面存档备份，存于）
- ECU 西南校區官方網站 （页面存档备份，存于）
- 伯斯商學研究所——PGSB官方網站 （页面存档备份，存于）（MBA學位課程）
- 大學學習資源 （页面存档备份，存于）
- 西澳表演藝術學院——WAAPA官方網站 （页面存档备份，存于）
- 校友會官方網站
- 教堂地校區再造計劃案
- ECU 企業管理碩士（International）學位課程 （页面存档备份，存于）
- ECU 資訊管理學士（B.IT）學位課程

### 分校
- 君达乐校總區 （Joondalup Campus） （页面存档备份，存于）
- 曼羅利校區 （Mt. Lawley Campus） （页面存档备份，存于）
- 教堂地校區（Churchlands Campus）
- 西南郊區班伯利校區 （South West Campus） （页面存档备份，存于）